# Kováts Vera
Kováts Vera (Budapest, 1994. december 18. –) magyar énekesnő, színésznő.

## Életpályája
Középiskolai tanulmányait a Fóti Szabad Waldorf Iskolában végezte, ahol 2014-ben érettségizett. Ezt követően a váci Apor Vilmos Katolikus Főiskolára jelentkezett, ahol óvodapedagógusnak tanult, de ezt később félbehagyta. 2016-ig szüleivel lakott Dunakeszin, majd Budapestre költözött. Három testvére van.
2017-től a Pesti Magyar Színiakadémia hallgatója.
Országos ismertséget 2011-ben szerzett, amikor az X-Faktor tehetségkutató műsor 2. évadában az ötödik helyezést érte el. Mentora Nagy Feró volt.
2013-ban saját akusztikus zenekart alapított Vera and the Foxes néven (Árik Péter – dob, Kovács Dániel – gitár, Temesvári Máté – basszusgitár). Rendszeresen lép fel a JunK zenekarral.
Gyakran áll ki jótékony célok támogatása mellett. 2017-től a Nem Adom Fel Alapítvány Jótékony Sportkövete.
Szabadidejében szívesen énekel, fest, táncol.

## Elismerései
- Dunakanyar hangja (2011)[8]

## Színházi szerepei
- Starfactory – musical, Thália Színház, (Budapest, 2013)[9]
- Meseautó(wd) – színmű, Móricz Zsigmond Színház, (Nyíregyháza, 2018)[10]
- Puskás – musical, Erkel Színház, (Budapest, 2020)

## Filmszerepei
- Telenor Hungary reklámkampány (2012) – több spotban is[11]
- Tükröm, tükröm (2012) – az I Believe in Love betétdalát énekelte magyarul és angolul[12]
- Starfactory (2014) – Rami (főszerep)
- Pappa Pia (2017) – Zita[13]
- Holnap Tali! (2018) – Míra
- Jóban Rosszban (2021) – Tamara
- Oltári történetek (2022) – Tünde

## Saját dalai
- Valahol vár!. YouTube, 2012. május 29. (Hozzáférés: 2017. augusztus 9.)
- Hív a fényed. YouTube, 2013. január 13. (Hozzáférés: 2017. augusztus 9.)
- Képregény. YouTube, 2013. május 9. (Hozzáférés: 2017. augusztus 9.)
- Érezd, és élj!. YouTube, 2013. június 22. (Hozzáférés: 2017. augusztus 9.)
- Főnyeremény. YouTube, 2016. április 20. (Hozzáférés: 2017. augusztus 9.)
- Miért. YouTube, 2016. november 18. (Hozzáférés: 2017. augusztus 9.)